# Odsonne Édouard
Odsonne Édouard (Kourou, 16 gennaio 1998) è un calciatore francese di origini guianesi, attaccante del Crystal Palace.

## Caratteristiche tecniche
Centravanti tecnico e rapido nonostante il fisico possente, è molto abile nella finalizzazione e nel colpo di testa.

## Carriera

### Paris Saint-Germain
Il 1º luglio 2010 entra nel settore giovanile del Paris Saint-Germain, dove si mette in evidenza con la formazione Under-17 e successivamente con quella Under-19. Nella stagione 2015-2016 partecipa con la squadra riserve alla UEFA Youth League, contribuendo con un gol al successo nella trasferta giocata a Malmö e con una doppietta in casa contro lo Shakhtar Donetsk; i parigini arrivano fino alla finale, dove vengono sconfitti dal Chelsea. 
Le ottime prestazioni gli valgono il primo contratto da professionista, siglato il 27 aprile 2016 per una durata di tre anni. L'11 maggio risponde alla sua prima convocazione con la squadra maggiore, andando in panchina nella partita di campionato contro il Bordeaux.

### Tolosa
Il 10 agosto 2016 viene prelevato in prestito dal Tolosa. Il 14 agosto fa il suo debutto in Ligue 1, giocando da titolare la prima partita di campionato contro il Marsiglia (0-0). Il 19 novembre realizza, al 95º minuto di gioco, il suo primo gol nel match casalingo contro il Metz, inutile per evitare la sconfitta dei viola. Nel febbraio del 2017 il giocatore spara ad un passante con una pistola ad aria compressa e viene condannato a quattro mesi di reclusione.

### Celtic
Il 31 agosto 2017 viene prelevato in prestito dagli scozzesi del Celtic. Dopo una stagione condita da 11 reti in 29 presenze tra campionato e coppe, viene riscattato per circa dodici milioni di euro, diventando così l'acquisto più oneroso della storia del club.

### Crystal Palace
Il 31 agosto 2021 viene acquistato dagli inglesi del Crystal Palace per circa venti milioni di euro. L'11 settembre successivo, all'esordio in Premier League, segna una doppietta nel 3-0 finale con cui il Crystal Palace batte il Tottenham nella quarta giornata della Premier League 2021-2022. Chiude la prima stagione di esordio in Premier League con 6 reti,mantenendo una media realizzativa simile nelle due stagioni successive.
Prestito al Leicester City
Con l'arrivo di Eddie Nketiah al Crystal Palace,il club inglese decide di cederlo in prestito al Leicester per la stagione in corso 2024/2025.

## Statistiche

### Presenze e reti nei club
Statistiche aggiornate al 17 dicembre 2023.
| Stagione              | Squadra               | Campionato            | Campionato | Campionato | Coppe nazionali | Coppe nazionali | Coppe nazionali | Coppe continentali | Coppe continentali | Coppe continentali | Altre coppe | Altre coppe | Altre coppe | Totale | Totale |
| Stagione              | Squadra               | Comp                  | Pres       | Reti       | Comp            | Pres            | Reti            | Comp               | Pres               | Reti               | Comp        | Prem        | Reti        | Pres   | Reti   |
| --------------------- | --------------------- | --------------------- | ---------- | ---------- | --------------- | --------------- | --------------- | ------------------ | ------------------ | ------------------ | ----------- | ----------- | ----------- | ------ | ------ |
| 2016-2017             | Tolosa                | L1                    | 16         | 1          | CF+CdL          | 0+1             | 0               | -                  | -                  | -                  | -           | -           | -           | 17     | 1      |
| 2017-2018             | Celtic                | SP                    | 22         | 9          | SC+CdL          | 3+1             | 2+0             | UCL+UEL            | 2+1                | 0                  | -           | -           | -           | 29     | 11     |
| 2018-2019             | Celtic                | SP                    | 32         | 15         | SC+CdL          | 4+3             | 3+0             | UCL+UEL            | 5+8                | 3+2                | -           | -           | -           | 52     | 22     |
| 2019-2020             | Celtic                | SP                    | 27         | 21         | SC+CdL          | 4+3             | 1+0             | UCL+UEL            | 5+8                | 2+4                | -           | -           | -           | 47     | 28     |
| 2020-2021             | Celtic                | SP                    | 31         | 18         | SC+CdL          | 1+1             | 0               | UCL+UEL            | 1+6                | 1+3                | -           | -           | -           | 40     | 22     |
| ago. 2021             | Celtic                | SP                    | 4          | 2          | SC+CdL          | 0+1             | 1               | UCL+UEL            | 2+4                | 0                  | -           | -           | -           | 11     | 3      |
| Totale Celtic         | Totale Celtic         | Totale Celtic         | 116        | 65         |                 | 21              | 7               |                    | 42                 | 15                 |             | 0           | 0           | 179    | 87     |
| ago. 2021-2022        | Crystal Palace        | PL                    | 28         | 6          | FACup+CdL       | 3+0             | 0               | -                  | -                  | -                  | -           | -           | -           | 31     | 6      |
| 2022-2023             | Crystal Palace        | PL                    | 35         | 5          | FACup+CdL       | 1+1             | 1+1             | -                  | -                  | -                  | -           | -           | -           | 37     | 7      |
| 2023-2024             | Crystal Palace        | PL                    | 24         | 7          | FACup+CdL       | 2+1             | 0+1             | -                  | -                  | -                  | -           | -           | -           | 27     | 8      |
| Totale Crystal Palace | Totale Crystal Palace | Totale Crystal Palace | 87         | 18         |                 | 8               | 3               |                    | -                  | -                  |             | -           | -           | 95     | 21     |
| Totale carriera       | Totale carriera       | Totale carriera       | 219        | 84         |                 | 30              | 10              |                    | 42                 | 15                 |             | 0           | 0           | 291    | 109    |

## Palmarès

### Club

#### Competizioni nazionali
- Coppa di Lega scozzese: 3

Celtic: 2017-2018, 2018-2019, 2019-2020
- Campionato scozzese: 3

Celtic: 2017-2018, 2018-2019, 2019-2020
- Coppa di Scozia: 3

Celtic: 2017-2018, 2018-2019, 2019-2020
- Community Shield: 1

Crystal Palace: 2025

### Nazionale
- Campionato d'Europa Under-17: 1

2015

### Individuale
- Calciatore dell'anno del campionato scozzese: 1

2019-2020
- Capocannoniere del campionato scozzese: 2

2019-2020 (22 reti), 2020-2021 (18 reti)